# Міхал Нойвірт
Міхал Нойвірт (чеськ. Michal Neuvirth, нар. 23 березня 1988, Усті-над-Лабем) — чеський хокеїст, воротар клубу НХЛ «Філадельфія Флаєрс». Гравець збірної команди Чехії.

## Ігрова кар'єра
Хокейну кар'єру розпочав 2006 року виступами в складі «Плімут Вейлерс» (ОХЛ). Того ж року був обраний на драфті НХЛ під 34-м загальним номером командою «Вашингтон Кепіталс». 13 листопада 2007, його разом з захисником Томом Кейном обмінюють на захисника Міхала Йордана з «Віндзор Спітфайрс». 8 січня 2008 Міхал підпадає під чергову хвилю обміну і цього разу опиняється в складі команди «Ошава Дженералс».
Сезон 2008/09 стає дебютним на професійному рівні. Спочатку це команда «Саут-Кароліна Стінгрейс» з ХЛСУ, далі «Герші Берс» (АХЛ), а 14 лютого 2009 в матчі проти «Тампа-Бей Лайтнінг» дебютує за «Вашингтон Кепіталс», основний воротар «столичних» Семен Варламов отримав травму. Відбивши 31 кидок, Міхал приніс «Кепіталс» перемогу з рахунком 5–1. 26 лютого відіграв на домашній арені проти «Атланта Трешерс», 21 сейв приніс перемогу з рахунком 2–1.
Завершив той сезон Міхал в складі «Герші Берс» з яким виборов Кубок Колдера, у фінальній серії переграли «Манітоба Мус» 4:2.
Сезон 2009/10 Нойвірт провів за сценарієм торішнього, початок у складі «Берс», далі 10 матчів у складі «Кепіталс», а завершив другою поспіль перемогою в Кубку Колдера в складі «Герші Берс».
Наступний сезон став дещо позитивним незважаючи на травму, на час якої його змінював у воротах резервіст Брейден Голтбі, у регулярному чемпіонаті Міхал відіграв 48 матчів ставши основним воротарем команди разом з іншим чехом Томашом Вокоуном. Згодом після переходу до «Піттсбург Пінгвінс» останнього, новий тренер «столичних» Адам Оутс першим номером команди зробив Брейдена Голтбі.
5 березня 2014, Нойвірта разом з Ростиславом Клеслою обмінюють Ярослава Галака з «Баффало Сейбрс». 2 березня 2015, Міхала обмінюють на Чада Джонсона з «Нью-Йорк Айлендерс».
1 липня 2015, Нойвірт підписав дворічний контракт як вільний агент з «Філадельфія Флаєрс», де стає резервним воротарем Стіва Мейсона.
1 квітня 2017, під час матчу проти «Нью-Джерсі Девілс» Міхал несподівано знепритомнів та був доставлений до найближчої лікарні. Наступного дня був виписаний з лікарні за результатами аналізів.

## Збірна
У складі національної збірної брав участь в Кубку світу 2016.

## Нагороди та досягнення
- Володар Кубка Джона Росса Робертсона в складі «Плімут Вейлерс» — 2007.
- Володар Кубка Колдера в складі «Герші Берс» — 2009, 2010.
- Трофей Джека А. Баттерфілда — 2009.

## Статистика
| Сезон        | Клуб                      | Ліга         | Регулярний сезон | Регулярний сезон | Регулярний сезон | Регулярний сезон | Регулярний сезон | Регулярний сезон | Регулярний сезон | Регулярний сезон | Регулярний сезон | Плей-оф | Плей-оф | Плей-оф | Плей-оф | Плей-оф | Плей-оф | Плей-оф | Плей-оф |
| Сезон        | Клуб                      | Ліга         | І                | В                | П                | Н/OT             | Хв               | ПГ               | ІБГ              | ПГГ              | %ВК              | І       | В       | П       | Хв      | ПГ      | ІБГ     | ПГA     | %ВК     |
| ------------ | ------------------------- | ------------ | ---------------- | ---------------- | ---------------- | ---------------- | ---------------- | ---------------- | ---------------- | ---------------- | ---------------- | ------- | ------- | ------- | ------- | ------- | ------- | ------- | ------- |
| 2006–07      | «Плімут Вейлерс»          | ОХЛ          | 41               | 26               | 8                | 4                | 2223             | 86               | 4                | 2.32             | .932             | 18      | 14      | 3       | 1080    | 44      | 0       | 2.45    | .932    |
| 2007–08      | «Плімут Вейлерс»          | ОХЛ          | 10               | 5                | 4                | 1                | 600              | 26               | 0                | 2.60             | .928             | —       | —       | —       | —       | —       | —       | —       | —       |
| 2007–08      | «Віндзор Спітфайрс»       | ОХЛ          | 8                | 6                | 1                | 1                | 482              | 17               | 0                | 2.12             | .918             | —       | —       | —       | —       | —       | —       | —       | —       |
| 2007–08      | «Ошава Дженералс»         | ОХЛ          | 15               | 6                | 2                | 6                | 844              | 57               | 0                | 4.05             | .898             | 9       | 7       | 2       | 507     | 21      | 0       | 2.48    | .932    |
| 2008–09      | «Саут-Кароліна Стінгрейс» | ХЛСУ         | 13               | 6                | 7                | 0                | 762              | 29               | 2                | 2.28             | .918             | —       | —       | —       | —       | —       | —       | —       | —       |
| 2008–09      | «Герші Берс»              | АХЛ          | 17               | 9                | 5                | 2                | 1001             | 45               | 1                | 2.70             | .913             | 22      | 16      | 6       | 1346    | 43      | 4       | 1.92    | .932    |
| 2008–09      | «Вашингтон Кепіталс»      | НХЛ          | 5                | 2                | 1                | 0                | 220              | 11               | 0                | 3.00             | .892             | —       | —       | —       | —       | —       | —       | —       | —       |
| 2009–10      | «Герші Берс»              | АХЛ          | 22               | 15               | 6                | 0                | 1231             | 46               | 1                | 2.24             | .919             | 18      | 14      | 4       | 1133    | 39      | 1       | 2.07    | .920    |
| 2009–10      | «Вашингтон Кепіталс»      | НХЛ          | 17               | 9                | 4                | 0                | 872              | 40               | 0                | 2.75             | .914             | —       | —       | —       | —       | —       | —       | —       | —       |
| 2010–11      | «Вашингтон Кепіталс»      | НХЛ          | 48               | 27               | 12               | 4                | 2689             | 110              | 4                | 2.45             | .914             | 9       | 4       | 5       | 590     | 23      | 1       | 2.34    | .912    |
| 2011–12      | «Вашингтон Кепіталс»      | НХЛ          | 38               | 13               | 13               | 5                | 2020             | 95               | 3                | 2.82             | .902             | —       | —       | —       | —       | —       | —       | —       | —       |
| 2012–13      | «Спарта» (Прага)          | ЧЕ           | 24               | 11               | 13               | 0                | 1342             | 55               | 1                | 2.46             | .926             | —       | —       | —       | —       | —       | —       | —       | —       |
| 2012–13      | «Вашингтон Кепіталс»      | НХЛ          | 13               | 4                | 5                | 2                | 723              | 33               | 0                | 2.74             | .910             | —       | —       | —       | —       | —       | —       | —       | —       |
| 2013–14      | «Вашингтон Кепіталс»      | НХЛ          | 13               | 4                | 6                | 2                | 767              | 36               | 0                | 2.82             | .914             | —       | —       | —       | —       | —       | —       | —       | —       |
| 2013–14      | «Герші Берс»              | АХЛ          | 1                | 1                | 0                | 0                | 60               | 4                | 0                | 4.02             | .892             | —       | —       | —       | —       | —       | —       | —       | —       |
| 2013–14      | «Баффало Сейбрс»          | НХЛ          | 2                | 0                | 2                | 0                | 117              | 5                | 0                | 2.56             | .949             | —       | —       | —       | —       | —       | —       | —       | —       |
| 2014–15      | «Баффало Сейбрс»          | НХЛ          | 27               | 6                | 17               | 3                | 1544             | 77               | 0                | 2.99             | .918             | —       | —       | —       | —       | —       | —       | —       | —       |
| 2014–15      | «Нью-Йорк Айлендерс»      | НХЛ          | 5                | 1                | 3                | 1                | 306              | 15               | 0                | 2.94             | .881             | 1       | 0       | 0       | 11      | 0       | 0       | 0.00    | 1.000   |
| 2015–16      | «Філадельфія Флаєрс»      | НХЛ          | 32               | 18               | 8                | 4                | 1826             | 69               | 3                | 2.27             | .924             | 3       | 2       | 1       | 178     | 2       | 1       | 0.67    | .981    |
| 2016–17      | «Філадельфія Флаєрс»      | НХЛ          | 28               | 11               | 11               | 1                | 1364             | 64               | 0                | 2.82             | .891             | —       | —       | —       | —       | —       | —       | —       | —       |
| Усього в НХЛ | Усього в НХЛ              | Усього в НХЛ | 228              | 95               | 82               | 22               | 12,447           | 555              | 10               | 2.68             | .911             | 13      | 6       | 6       | 779     | 25      | 2       | 1.92    | .933    |